# Saint-Joseph-des-Bancs
 Saint-Joseph-des-Bancs  es una población y comuna francesa, ubicada en la región de Ródano-Alpes, departamento de Ardèche, en el distrito de Privas y cantón de Antraigues-sur-Volane.

## Demografía
| 237 | 188 | 162 | 160 | 169 | 186 |
| Para los censos de 1962 a 1999 la población legal corresponde a la población sin duplicidades (Fuente: INSEE [Consultar]) |     |     |     |     |     |